# Каприоло, Паола
Паола Каприоло (итал. Paola Capriolo; родилась 1 января 1962) — итальянская писательница и переводчик.

## Биография
Родилась 1 января 1962 года в Милане. Дочь театрального критика и переводчика из Лигурии Этторе Каприоло и художницы из Турина. Училась в Миланском университете, где получила степень по философии в 1996 году.
В 1988 году Каприоло опубликовала свою первую книгу «La grande Eulalia» — сборник рассказов, получивший премию Джузеппе Берто.
Её книги исследуют реальность за пределами повседневной жизни. Миф играет важную роль в её творчестве. Она часто вдохновляется музыкой, включая музыкальные аллюзии и использование музыкальных метафор.
Каприоло также является литературным обозревателем газеты «Corriere della Sera»; занимается переводами немецкой художественной литературы. Её произведения были переведены на несколько языков, включая английский, французский, испанский, немецкий, датский, голландский и японский языки.

## Избранная библиография

### Детская литература
- La Ragazza dalla stella d’oro (1991)
- Невидимый друг (2006)
- Мария Каллас (2007)
- Индира Ганди (2009)
- La macchina dei sogni (2009)

### Переводы с немецкого
- Смерть в Венеции, Томас Манн (1991)
- Страдания юного Вертера, Иоганн Вольфганг фон Гёте (1993)
- Избирательное сродство, Иоганн Вольфганг фон Гёте (1995)
- Новелла о снах, Артур Шницлер (2002)
- Разноцветные камни, Адальберт Штифтер (2005)
- Превращение, Франц Кафка (2011)